# أريغارون أرجواني
أريغارون أرجواني (الاسم العلمي:Erigeron purpuratus) هو نوع من النباتات يتبع جنس الأريغارون من الفصيلة النجمية.